# 宪政联合党
宪政联合党（阿拉伯语：‎）是伊拉克过去的一个政党，1949年由努里·赛义德建立。该党包括来自不同种族和宗教的政治家，总部设在巴格达的拉希德街（Al-Rasheed street）。该党于1949年12月23日举行了第一次会议，会议选举了该党的高级委员会成员，努里·赛义德成为党主席。
该党旨在限制王储阿布杜勒·伊拉干预伊拉克政治，支持努里·赛义德组建政府，并抵制左翼政党。